# Erding

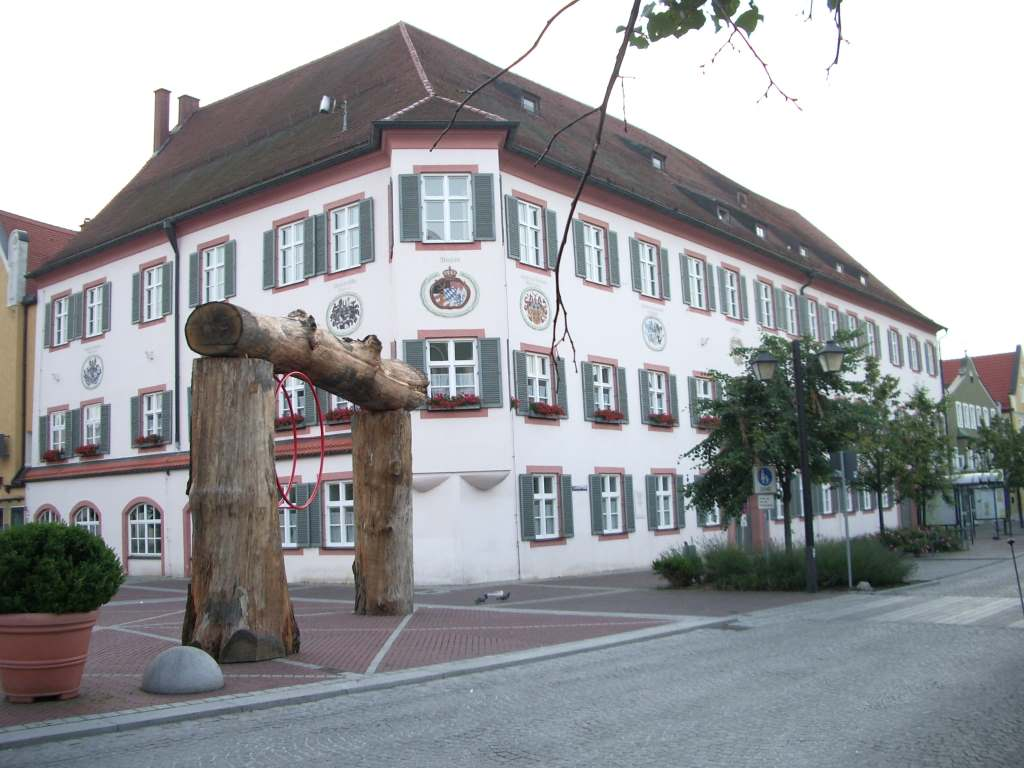
Erding
(Primăria)

Erding este un oraș din districtul  Erding, regiunea administrativă Bavaria Superioară, landul Bavaria, Germania.